# At War with Satan
At War with Satan ist das dritte Studioalbum der britischen Metal-Band Venom. Es erschien im April 1984 und ordnet sich musikalisch zwischen Black Metal und Thrash Metal ein. Als Konzeptalbum erzählte es die Geschichte vom Krieg zwischen Himmel und Hölle, wobei Letztgenannte gewinnt. Es wurde als Venoms Übergang zum Mainstream der Rockmusik angepriesen, scheiterte jedoch daran. Die britische Musik-Einzelhandelskette HMV nahm das Album kurz nach der Veröffentlichung wegen des antichristlichen Inhalts aus dem Angebot.

## Hintergrund
Die Inspiration einen Song zu schreiben, der eine gesamte Vinyl-Seite beansprucht, kam dem Venom-Frontmann Cronos zufolge durch Rushs Album  2112 aus dem Jahr 1976. At War with Satan handelt über den Charakter Abaddon (gleichzeitig der Künstlername des Venom-Schlagzeugers Tony Bray), dem Wächter zu den Toren der Hölle. Cronos und Abaddon begannen schon früher während ihrer Schulzeit mit dem Schreiben über eine Geschichte, „wie ein Aufstand in der Hölle zur Übernahme des Himmels führte und Gott in der Hölle landete“. Eine Geschichte, die später in dem 20-minütigen Song "At War with Satan" erschien. Die Storyline rund um den Titeltrack bezieht sich überwiegend auf die Offenbarung des Johannes sowie John Miltons episches Gedicht Paradise Lost aus dem 17. Jahrhundert, kombiniert mit postmodernen Horror-Elementen. Das einprägsame Intro-Riff des Titeltracks stammt aus dem Song "Teaser" von Tommy Bolin (1975).
Während die gesamte A-Seite mit dem Titeltrack belegt ist, besteht die B-Seite aus „furiously compact two and three minute scorchers“ ("furiose zwei- und dreiminütige Knaller"), wofür die Band bekannt ist. Songs wie Cry Wolf zeigten zudem, wie sehr Venom in ihrem Songwriting gereift waren und dabei ihrem Stil treu blieben.

## Artwork
At War with Satan erschien in Form eines Buches mit Ledereinband. Ursprünglich war angedacht, ein etwa hundert Seiten starkes Buch (The Book of Armageddon) parallel zur Albumveröffentlichung herauszugeben, was allerdings nie geschah. Das Schweizer Label Disctrade versuchte die Band für HR Gigers Satan I (1977) als mögliches Albumcover zu begeistern, allerdings ohne Erfolg. Später wurde das Gemälde cover art für Celtic Frosts zweites Album To Mega Therion (1985).

## Rezeption
Zum Zeitpunkt, als At War with Satan in den Plattenläden erschien, war ein Wendepunkt in der Bandkarriere erreicht. Kritiker vertraten die Ansicht, Venoms drittes Album hätte die Band aufgrund der aufstrebenden Konkurrenz in den Heavy-Metal-Mainstream befördern müssen, was allerdings nicht geschah. Zur gleichen Zeit erfuhren zahlreiche, später sehr erfolgreiche Thrash-Metal-Bands einen enormen Popularitätsschub, so etwa Metallica, die zwei Monate vor der Veröffentlichung von At War with Satan im Vorprogramm für Venoms Seven Dates of Hell-Tour erstmals in Europa auftraten. Ungefähr ein Jahr später tourte Venom mit Slayer und Exodus als Vorbands auf ihrer Combat Tour in Nordamerika.
Die großen Musikmagazine waren At War with Satan gegenüber überwiegend positiv gestimmt. Neil Jeffries vom britischen Melody Maker behauptete etwa: "Proof positive that Venom are the best heavy metal band in the world" ("Der Beweis ist erbracht, dass Venom die beste Heavy-Metal-Band der Welt sind."). Garry Bushell schrieb im Sounds: "It will definitely go down in Heavy Metal history as the ultimate headbang" ("Es wird definitiv in als der ultimative headbang in die Geschichte des Heavy Metal eingehen."). Im Kerrang wurde das Album als das letzte große in der Bandgeschichte bezeichnet.
Der überlange Titeltrack erfuhr gemischte Kritiken. Chad Bowar von About.com bezeichnete den Song At War with Satan einerseits sehr ambitioniert und aufgebläht, andererseits war er "so over-the-top and so dramatic that it somehow worked" ("so überbordend und so dramatisch, dass es funktionierte"), was das Album zu einem gern übersehenen Juwel im Metal-Genre macht. Die Kritik auf Allmusic fiel wesentlich negativer aus, so wurde das Lied als "ill-advised anomaly" und größtenteils "decidedly crap" bezeichnet.
Mit dem Aufschwung des Metal-Genres in den 1980er Jahren ging ein verstärktes Aufkommen politisch konservativer Organisationen einher, so z. B. des Parents Music Resource Center (PMRC). Christliche Kampagnen politisch einflussreicher Gruppen in den USA gegen anstößige Inhalte in der Rockmusik griffen auch auf Großbritannien über. Venom war eines ihrer Opfer: die britische Musik-Einzelhandelskette HMV stoppte als Vorsichtsmaßnahme den Verkauf von At War with Satan um nicht durch das Obszönitätsgesetz belangt zu werden. PMRC setzte 1985 nach der Veröffentlichung des nächsten Venom-Albums Possessed den Titeltrack auf die Filthy Fifteen list (die schmutzigen Fünfzehn).

## Titelliste
Alle Songs von Cronos und Mantas.
Seite A
1. At War with Satan – 19:57

Seite B
1. Rip Ride – 3:09
2. Genocide – 2:59
3. Cry Wolf – 4:19
4. Stand Up (And Be Counted) – 3:32
5. Women, Leather and Hell – 3:21
6. Aaaaaarrghh – 2:25

Bonuslieder auf der Neuveröffentlichung aus dem Jahr 2002
1. At War with Satan (TV Adverts) – 1:04
2. Warhead (12" version) – 3:40
3. Lady Lust (12" version) – 2:48
4. The Seven Gates of Hell (12" version) – 5:28
5. Manitou (12" version) – 4:42
6. Woman (12" version) – 2:56
7. Dead of the Night (12" version) – 4:09
8. Manitou (Abbey Road uncut mix) – 4:49

## Belege
1. ↑  Venom's Cronos: The Guitar World Interview. Guitar World, 19. November 2008, abgerufen am 28. Dezember 2015.
2. ↑  Kupfer, Thomas (2012): Venom. Jesus musste gehen. In: Rock Hard, no. 304. S. 40.
3. ↑  An Interview with Abaddon. Richard Karsmakers, Januar 1995, abgerufen am 28. Dezember 2015.
4. ↑  Venom's Cronos: The Guitar World Interview. Guitar World, 19. November 2008, abgerufen am 28. Dezember 2015.
5. ↑  Lee Baron: Milton's infernal majesty: Postmodern poetics withinVenom's At War With Satan. Chapter & Verse, 2004, archiviert vom Original am 4. März 2014; abgerufen am 28. Dezember 2015.
6. ↑  Eduardo Rivadavia: Venom, At War with Satan AllMusic Review. AllMusic, abgerufen am 28. Dezember 2015.
7. ↑  Jeff: Venom – At War With Satan Review. MetalReviews.com, abgerufen am 28. Dezember 2015.
8. ↑  Frank Stöver: Interview with Cronos. From The Darkside, 4. Dezember 2000, abgerufen am 28. Dezember 2015.
9. ↑  Tom Gabriel Fischer, Martin Eric Ain: Only death is real: An illustrated history of Hellhammer and early Celtic Frost 1981-1985. Brazillion Points, 2010, ISBN 0-9796163-9-5, S. 148–149.
10. ↑  Tom Gabriel Fischer, Martin Eric Ain: Only death is real: An illustrated history of Hellhammer and early Celtic Frost 1981-1985. Brazillion Points, 2010, ISBN 0-9796163-9-5, S. 227.
11. ↑  Joel McIver: Justice for All: The Truth about Metallica. Omnibus Press, 2009, ISBN 1-84772-797-2, S. 115.
12. ↑  Joel McIver: Justice for All: The Truth about Metallica. Omnibus Press, 2009, ISBN 1-84772-797-2, S. 64–65.
13. ↑  Venom Quotes. Venom Collector, abgerufen am 28. Dezember 2015.
14. ↑  Venom, At War with Satan Critics. Kerrang, archiviert vom Original am 31. August 2011; abgerufen am 28. Dezember 2015.
15. ↑  Chad Bowar: Retro Recommendation: Venom – At War With Satan. About.com, 17. September 2010, archiviert vom Original am 13. April 2014; abgerufen am 28. Dezember 2015.
16. ↑  Eduardo Rivadavia: Venom, At War with Satan AllMusic Review. AllMusic, abgerufen am 28. Dezember 2015.
17. ↑  Malcolm Dome: Battle of the Bans. Kerrang, 1985, archiviert vom Original (nicht mehr online verfügbar) am 17. November 2011; abgerufen am 28. Dezember 2015.  Info: Der Archivlink wurde automatisch eingesetzt und noch nicht geprüft. Bitte prüfe Original- und Archivlink gemäß Anleitung und entferne dann diesen Hinweis.
18. ↑  Jonathon Green, Nicholas J Karolides: Encyclopedia Of Censorship. Facts on File, 2005, ISBN 0-8160-4464-3, S. 625.